# Piper Aircraft
A Piper Aircraft é uma fabricante de aviões dos Estados Unidos, com sede no Aeroporto Municipal de Vero Beach, Flórida. Juntamente com a Beechcraft e a Cessna, é considerada uma Big Three,  ou seja, uma das três grandes fabricantes de aviões de uso geral.
Desde a sua fundação, em 1927, até 2009, havia fabricado 144 000 aviões de 160 modelos certificados, dos quais 90 000 ainda estavam voando.

## Acordo com a Embraer
Em 1975, a Embraer firmou acordo com a Piper para fabricar seus modelos no Brasil, renomeando-os. Alguns sofreram alterações no projeto, como o Piper Navajo, rebatizado EMB 821 "Carajá", que teve seus motores a pistão trocados por turboélices.

## Lista de aeronaves Piper

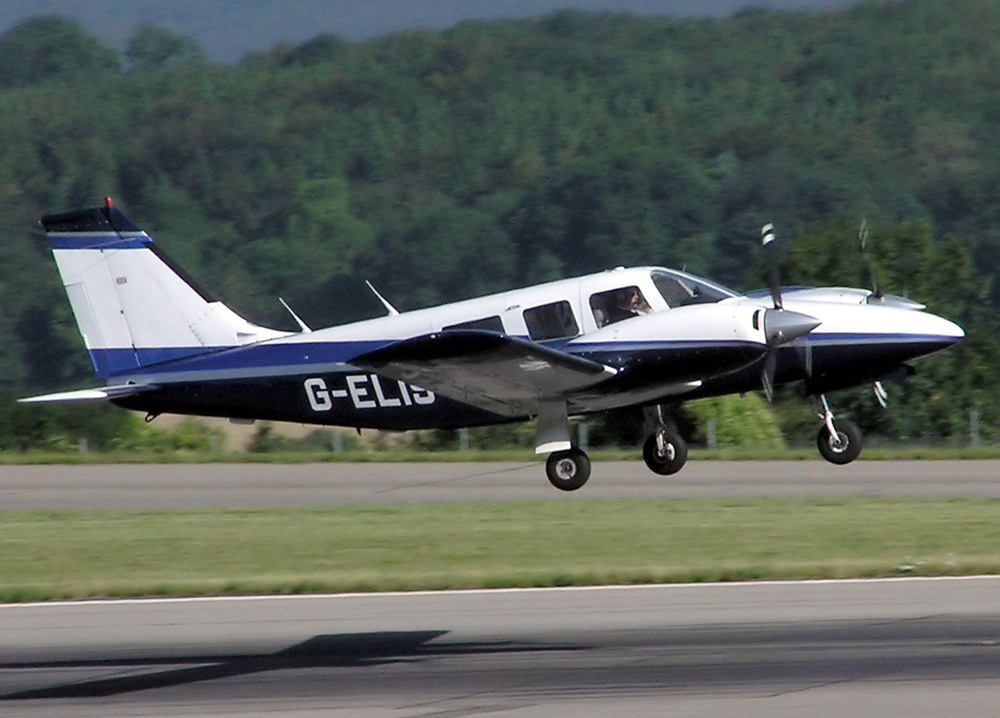
PA-34 Seneca.

| Nome do modelo            | Primeiro voo | Unidade produzidas           | Tipo |
| ------------------------- | ------------ | ---------------------------- | --- |
| J-2 Cub                   | 1936         | 1207                         | Monoplano de cabine simples com motor de asa alta |
| J-3 Cub                   | 1938         | 19,888                       | Monoplano de cabine simples com motor de asa alta |
| J-4 Cub Coupe             | 1939         | 1251                         | Monoplano de cabine simples com motor de asa alta |
| J-5 Cub Cruiser           | 1940         | 1507                         | Monoplano de cabine simples com motor de asa alta |
| P-1 Applegate Duck        | 1940         | 1                            | Anfíbio |
| P-2 Cub                   | 1941         | 1                            | Monoplano de cabine simples com motor de asa alta |
| P-3                       | 1939         | 1                            | Monoplano de cabine simples com motor de asa alta, também conhecido como J-4RX                                                                                   |
| P-4 Cub                   | 1941         | 1                            | Monoplano de cabine simples com motor de asa alta |
| P-5                       | 1944         | 1                            | Monoplano de cabine simples com motor de asa alta, também conhecido como J-3X                                                                                    |
| PT-1 Trainer              | 1942         | 1                            | Dois lugares em tandem, monoplano de asa baixa |
| PWA-1 Skycoupe            | 1943         | 1                            | Dois assento de asa dupla, mais tarde tornou-se o PA-7 |
| PWA-8 Cub Cycle           | 1944         | 1                            | Monomotor monoplano de asa média e assento único |
| PA-6 Sky Sedan            | 1945         | 2                            | Monoplano de asa baixa retrátil de quatro assentos |
| PA-7 Skycoupe             | 1944         | 1                            | Dois assentos de asa dupla, antigo PWA-1 |
| PA-8 Skycycle             | 1945         | 2                            | Monomotor monoplano asa média |
| PA-9                      | 1945         | None                         | Monomotor de asa alta |
| PA-10                     | 1946         | None                         | Monomotor de asa baixa, dois assentos lado a lado |
| PA-11 Cub Special         | 1947         | 1541                         | Monomotor asa alta |
| PA-12 Super Cruiser       | 1946         | 3760                         | Monomotor asa alta |
| PA-13                     | -            | nenhum                       | Designação não usada |
| PA-14 Family Cruiser      | 1948         | 238                          | Monomotor asa alta |
| PA-15 Vagabond            | 1948         | 387                          | Dois lugares lado-a-lado, asa alta |
| PA-16 Clipper             | 1949         | 736                          | Quatro assentos versão do PA-15 |
| PA-17 Vagabond            | 1948         | 214                          | Variante do PA-15 com duplo controle |
| PA-18 Super Cub           | 1950         | 10,222                       | Monomotor de asa alta |
| PA-19 Super Cub           | 1949         | 3                            | Variante militar do PA-18 |
| PA-20 Pacer               | 1950         | 1120                         | PA-16 redesenhado |
| PA-21                     | 1949         | nenhum                       | Versão de produção do Bauman Brigadier |
| PA-22 Tri-Pacer           | 1951         | 9490                         | Versão atualizada do PA-20 com roda no nariz |
| PA-23 Apache              | 1954         | 2047                         | Bimotor de asa baixa |
| PA-24 Comanche            | 1958         | 4717                         | Monomotor de asa baixa, seis assentos |
| PA-24-400 Comanche        | 1964         | 148                          | PA-24 com motor de desenvolvimento |
| PA-25 Pawnee              | 1959         | 5167                         | Monomotor monoplano de uso agrícola |
| PA-26                     |              | None                         | Versão de alta potência do PA-24 |
| PA-27 Aztec               | 1960         | 4929                         | Versão melhorada do PA-23, manteva a designação PA-23 |
| PA-28 Cherokee            | 1961         | 10,896                       | Monomotor de asa baixa |
| PA-28-140 Cherokee        | 1964         | 10,089                       | Variante de treinamento de dois assentos |
| PA-28 Warrior             | 1974         | 4842                         | Melhoria do PA-28 |
| PA-28-235 Cherokee/Dakota | 1964         | 2913                         | Melhoria do PA-28 |
| PA-28R Arrow              | 1967         | 6694                         | Melhoria do PA-28 |
| PA-28R-300 Pillan         | 1982         | 2 kits para o Chile          | Dois assentos para treinamento militar |
| PA-29 Papoose             | 1956         | None                         | PA-23 alargada |
| PA-30 Twin Comanche       | 1963         | 2001                         | Bimotor de asa baixa |
| PA-31 Navajo              | 1967         | 1785                         | Bimotor de asa baixa |
| PA-31-350 Chieftain       | 1973         | 1825                         | Navajo alongado |
| PA-31P Navajo / Mojave    | 1970         | 309                          | Navajo pressurizado |
| PA-31T Cheyenne           | 1974         | 847                          | Navajo com motor turboélice |
| PA-32 Cherokee Six        | 1966         | 4373                         | Cherokee seis lugares |
| PA-32R Lance/Saratoga     | 1976         | 2721                         | Monomotor de asa baixa com trêm de pouso retrátil |
| PA-33 Comanche            | 1966         | 1                            | Comanche pressurizado |
| PA-34 Seneca              | 1972         | 4354                         | Bimotor de asa baixa |
| PA-35 Pocono              | 1968         | 1                            | Bimotor não pressurizado 16 passageiros |
| PA-36 Pawnee Brave        | 1973         | 938                          | Monoplano monomotor para uso agrícola |
| PA-37                     | 1960s        | None                         | PA-33 bimotor |
| PA-38 Tomahawk            | 1978         | 2519                         | Dois lugares para treinamento básico |
| PA-39 Twin Comanche C/R   | 1970         | 155                          | Improved PA-30 |
| PA-40 Arapaho             | 1973         | 3 construídos, 5 incompletos | Substituto do PA-30 |
| PA-41P                    | 1974         | 1                            | Aztec pressurizado |
| Piper PA-42 Cheyenne      | 1980         | 175                          | Cauda em T dupla pressurização |
| PA-43                     | 1979         | None                         | Versão do PA-42 com motor a pistão |
| PA-44 Seminole            | 1979         | 469                          | Bimotor quatro lugares; Cauda em T |
| PA-45                     | 1970s        | None                         | Seis lugares |
| PA-46 Malibu              | 1984         | 344                          | Monomotor pressurizado de seis assentos |
| PA-47 Piperjet            | 2008         | 1 protótipo                  | 6 ou 7 assentos |
| PA-48 Enforcer            | 1971         | 4 protótipos                 | Turboélice de assento único baseado no Cavalier Mustang/P-51 Mustang                                                                                             |
| PA-60 Aerostar            | 1967         | 1010                         | Seis assentos, dupla pressurização, Piper adquiriu o projeto de Ted R. Smith                                                                                     |
| PiperSport                | 2010         | 40                           | Dois assentos Piper comercializou o avião entre janeiro de 2010 e janeiro de 2011. É produzído pela Czech Sport Aircraft e anteriormente denominado SportCruiser |